# Doin’ What She Likes
«Doin' What She Likes» (с англ. — «Делай что ей нравится») — четвёртый сингл американского кантри-певца Блейка Шелтона с его седьмого студийного альбома Based on a True Story…. Релиз прошёл в январе 2014 года. Авторами композиции стали Wade Kirby и Phil O’Donnell.

## История
Сингл впервые вышел на кантри-радио 6 января 2014 года.
«Doin' What She Likes», достиг позиции № 1 в Радиоэфирном кантри-чарте Country Airplay журнала Billboard, в том числе, став 11-м чарттоппером подряд для Блейка Шелтона. Тем самым он побил прошлый рекорд Brad Paisley, установленный в 2005—2009 для наибольшего числа подряд кантри-хитов № 1 с момента начала их трекирования службой Nielsen Broadcast Data Systems в январе 1990.
Песня получила положительные отзывы музыкальной критики, например от Taste of Country.
К маю 2014 году тираж составил 533,000 копий в США.

## Позиции в чартах

### Еженедельные чарты
| Чарт (2014)                         | Наивысшая позиция |
| ----------------------------------- | ----------------- |
| Канада (Billboard Canadian Hot 100) | 35                |
| Канада (Billboard Country)          | 1                 |
| США (Billboard Hot 100)             | 35                |
| США (Billboard Country Airplay)     | 1                 |
| США (Billboard Hot Country Songs)   | 3                 |

### Итоговые годовые чарты
| Чарт (2013-14)                    | Позиция |
| --------------------------------- | ------- |
| США Country Airplay (Billboard)   | 38      |
| США Hot Country Songs (Billboard) | 33      |

## Сертификации
| Регион | Сертификация | Продажи |
| --- | ------------ | ------- |
| США (RIAA) | Золотой      | 500 000 |
| * Данные о продажах приведены только на основе сертификации. ^ Данные о тиражах приведены только на основе сертификации. |              |         |